# Bandolero !
Pour les articles homonymes, voir Bandolero.
Pour plus de détails, voir Fiche technique et Distribution.
Bandolero ! est un film américain réalisé par Andrew V. McLaglen, sorti en 1968.

## Synopsis
Après un braquage manqué dans la banque de Val Verde, Dee Bishop et sa bande sont arrêtés et promis à la pendaison. Se faisant passer pour le bourreau dont il a dérobé l’habit et le matériel, son frère Mace Bishop leur permet de s’évader. Alors que le shérif et une milice de citoyens sont à la poursuite des fuyards, Mace Bishop, toujours dans son rôle, profite du calme pour voler 10 000 $ à la banque et repartir en toute tranquillité. Il rejoint Dee et ses acolytes qui ont pris en otage Maria Stoner, la veuve d’un riche propriétaire tué lors du braquage, et sont réfugiés dans des rochers sous le feu des hommes du shérif. Il les aide une fois de plus à s’enfuir, en direction de la frontière mexicaine.
Les deux frères ont des parcours et des caractères opposés : Mace a servi dans l’armée nordiste sous les ordres du général Sherman tandis que Dee participait aux exactions de la faction de Quantrill, qui continuèrent après la fin de la guerre. Le premier reproche au second les massacres de Lawrence, ce à quoi ce dernier rétorque que Sherman a dévasté un État entier. Depuis, Mace rêve de posséder son propre ranch au Montana et tente de convaincre son cadet d’abandonner sa vie de pillage pour le suivre.
Après que les hors-la-loi ont franchi le Rio Grande, la milice est toujours à leurs trousses. Maria, dont Dee Bishop est tombé amoureux, les prévient qu’au-delà de la zone patrouillée par les Federales, ils entreront sur le territorio Bandolero, une région aux mains des bandits.

## Fiche technique
- Titre : Bandolero !
- Réalisation : Andrew V. McLaglen
- Scénario : James Lee Barrett, d’après une histoire de Stanley Hough
- Musique : Jerry Goldsmith
- Photographie : William H. Clothier
- Montage : Folmar Blangsted
- Production : Robert L. Jacks
- Société de production et de distribution : 20th Century Fox
- Pays de production :  États-Unis
- Langue : Anglais
- Format : couleur par DeLuxe • ratio 2,35 : 1 • son 4-Track stéréo (Westrex Recording System)
- Durée : 106 min
- Classification aux États-Unis : GP (1971) / PG-13 (2004) pour violence
- Dates de sortie : 
  - États-Unis : 1er juin 1968
  - France : 16 juin 1968[1]
- Affiches : Tom Chantrell (États-Unis), Boris Grinsson (France)

## Distribution
- James Stewart (VF : Philippe Dumat) : Mace Bishop
- Dean Martin (VF : Jacques Deschamps) : Dee Bishop
- Raquel Welch (VF : Nelly Benedetti) : Maria Stoner
- George Kennedy (VF : Georges Aminel) : shérif July Johnson
- Andrew Prine (VF : Philippe Ogouz) : shérif adjoint Roscoe Bookbinder
- Will Geer (VF : Alfred Pasquali) : Pop Chaney
- Clint Ritchie (VF : Marc de Georgi) : Babe Jenkins
- Denver Pyle (VF : André Valmy) : Muncie Carter
- Tom Heaton : Joe Chaney
- Rudy Díaz : Angel
- Sean McClory : Robbie O’Hare
- Harry Carey Jr. (VF : Albert de Médina) : Cort Hayjack
- Donald Barry (VF : Yves Barsacq) : Jack Hawkins
- Dub Taylor (VF : Pierre Leproux) : le responsable des bains
- Guy Raymond : Ossie Grimes
- Perry Lopez : Frisco
- Jock Mahoney : Nathan Stoner
- Big John Hamilton : un client de la banque